# A Szellemekkel suttogó epizódjainak listája
Az alábbi lista a Szellemekkel suttogó című amerikai tv-sorozat epizódjait tartalmazza.
A Szellemekkel suttogó 2005. szeptember 23-án indult a CBS csatornán az Amerikai Egyesült Államokban, a sorozat 5 évad után 2010. május 14-én végleg befejeződött. Magyarországon a sorozatot a TV2 vetítette 2007. november 29. és 2011. november 30. között.

## Évados áttekintés
| Évad | Évad | Részek száma | Részek száma | Eredeti sugárzás     | Eredeti sugárzás | Eredeti adó | Magyar sugárzás    | Magyar sugárzás    | Magyar adó |
| Évad | Évad | Részek száma | Részek száma | Évadbemutató         | Évadzáró         | Eredeti adó | Évadbemutató       | Évadzáró           | Magyar adó |
| ---- | ---- | ------------ | ------------ | -------------------- | ---------------- | ----------- | ------------------ | ------------------ | ---------- |
|      | 1.   | 22           | 22           | 2005. szeptember 23. | 2006. május 5.   | CBS         | 2007. november 29. | 2008. június 9.    | TV2        |
|      | 2.   | 22           | 22           | 2006. szeptember 12. | 2007. május 11.  | CBS         | 2008. június 10.   | 2008. július 9.    | TV2        |
|      | 3.   | 18           | 18           | 2007. szeptember 18. | 2008. május 16.  | CBS         | 2009. március 18.  | 2009. július 15.   | TV2        |
|      | 4.   | 23           | 23           | 2008. október 3.     | 2009. május 15.  | CBS         | 2009. július 22.   | 2010. október 13.  | TV2        |
|      | 5.   | 22           | 22           | 2009. szeptember 25. | 2010. május 14.  | CBS         | 2010. október 20.  | 2011. november 30. | TV2        |

## Első évad (2005-2006)
| Sor. | Év. | Cím                                                         | Rendező            | Író                   | Premier                                 | Nézettség    |
| ---- | --- | ----------------------------------------------------------- | ------------------ | --------------------- | --------------------------------------- | ------------ |
| 1.   | 1.  | Bevezető rész (Pilot)                                       | John Gray          | John Gray             | 2005. szeptember 23. 2007. november 29. | 11,25 millió |
| 2.   | 2.  | Az átkelő (The Crossing)                                    | Ron Lagomarsino    | Catherine Butterfield | 2005. szeptember 30. 2007. december 6.  | 10,87 millió |
| 3.   | 3.  | Észvesztő (Ghost, Interrupted)                              | Ian Sander         | Jed Seidel            | 2005. október 7. 2007. december 13.     | 11,07 millió |
| 4.   | 4.  | Összeforrt szívek (Mended Hearts)                           | John Gray          | John Gray             | 2005. október 14. 2007. december 20.    | 9,99 millió  |
| 5.   | 5.  | Elveszett fiúk (Lost Boys)                                  | Peter O'Fallon     | David Fallon          | 2005. október 21. 2008. január 3.       | 10,55 millió |
| 6.   | 6.  | Hazatérés (Homecoming)                                      | James Frawley      | Lois Johnson          | 2005. október 28. 2008. január 10.      | 11,73 millió |
| 7.   | 7.  | Remény és megbocsátás (Hope and Mercy)                      | Bill L. Norton     | John Wirth            | 2005. november 4. 2008. január 17.      | 12,78 millió |
| 8.   | 8.  | Galambszárnyon (On the Wings of a Dove)                     | Peter O'Fallon     | Catherine Butterfield | 2005. november 11. 2008. január 24.     | 11,41 millió |
| 9.   | 9.  | Hangok (Voices)                                             | Kevin Hooks        | John Belluso          | 2005. november 18. 2008. február 1.     | 12,05 millió |
| 10.  | 10. | A kísértetmenyasszony (Ghost Bride)                         | Joanna Kerns       | Jed Seidel            | 2005. november 25. 2008. február 7.     | 12,25 millió |
| 11.  | 11. | A bokszoló (Shadow Boxer)                                   | Joanna Kerns       | Emily Fox             | 2005. december 9. 2008. február 14.     | 11,19 millió |
| 12.  | 12. | A halhatatlan komédiás (Undead Comic)                       | Eric Laneuville    | Doug Prochilo         | 2005. december 16. 2008. február 21.    | 10,89 millió |
| 13.  | 13. | A barátságos szomszéd szellem (Friendly Neighborhood Ghost) | David Jones        | Lois Johnson          | 2006. január 6. 2008. május 27.         | 11,31 millió |
| 14.  | 14. | Az utolsó kivégzés (Last Execution)                         | James Frawley      | David Fallon          | 2006. január 13. 2008. május 28.        | 10,92 millió |
| 15.  | 15. | Melinda első szelleme (Melinda's First Ghost)               | Peter Werner       | Catherine Butterfield | 2006. január 27. 2008. május 29.        | 1,62 millió  |
| 16.  | 16. | A Halott ember hágója (Dead Man's Ridge)                    | James Frawley      | John Gray             | 2006. február 3. 2008. május 30.        | 10,62 millió |
| 17.  | 17. | A démoni gyerek (Demon Child)                               | Eric Laneuville    | Jed Seidel            | 2006. március 3. 2008. június 2.        | 12,40 millió |
| 18.  | 18. | A jövendőmondó és a mágus (Miss Fortune)                    | James Chressanthis | Emily Fox             | 2006. március 10. 2008. június 3.       | 10,34 millió |
| 19.  | 19. | Harag (Fury)                                                | Peter Werner       | Rama Stagner          | 2006. március 31. 2008. június 4.       | 10,22 millió |
| 20.  | 20. | Eltűntek (The Vanishing)                                    | Ian Sander         | Catherine Butterfield | 2006. április 7. 2008. június 5.        | 10,05 millió |
| 21.  | 21. | Szabadesés (Free Fall" (Part 1))                            | John Gray          | John Gray             | 2006. április 28. 2008. június 6.       | 10,00 millió |
| 22.  | 22. | Az egyetlen (The One" (Part 2))                             | John Gray          | John Gray             | 2006. május 5. 2008. június 9.          | 11,06 millió |

## Második évad (2006-2007)
| Sor. | Év. | Cím                                               | Rendező             | Író                                              | Premier                               | Nézettség    |
| ---- | --- | ------------------------------------------------- | ------------------- | ------------------------------------------------ | ------------------------------------- | ------------ |
| 23.  | 1.  | A szeretet sosem hal meg (Love Never Dies)        | John Gray           | John Gray                                        | 2006. szeptember 22. 2008. június 10. | 10,33 millió |
| 24.  | 2.  | Egy szellem a múltból (Love Still Won't Die)      | John Gray           | John Gray                                        | 2006. szeptember 29. 2008. június 11. | 9,73 millió  |
| 25.  | 3.  | Fulladozó lelkek (Drowned Lives)                  | Ian Sander          | Jed Seidel                                       | 2006. október 6. 2008. június 12.     | 9,77 millió  |
| 26.  | 4.  | Szavak nélkül (The Ghost Within)                  | Frederick E.O. Toye | Lois Johnson                                     | 2006. október 13. 2008. június 13.    | 10,18 millió |
| 27.  | 5.  | Elveszett illúziók (A Grave Matter)               | Eric Laneuville     | Catherine Butterfield                            | 2006. október 20. 2008. június 16.    | 10,27 millió |
| 28.  | 6.  | Jim álmai asszonya (The Woman of His Dreams)      | John F. Showalter   | Catherine Butterfield                            | 2006. október 27. 2008. június 17.    | 10,88 millió |
| 29.  | 7.  | Ördögi kör (A Vicious Cycle)                      | Eric Laneuville     | Jeannine Renshaw                                 | 2006. november 3. 2008. június 18.    | 11,12 millió |
| 30.  | 8.  | Találkozásunk éjjele (The Night We Met)           | Peter O'Fallon      | David Fallon                                     | 2006. november 10. 2008. június 19.   | 11,46 millió |
| 31.  | 9.  | A kilencek átka (The Curse of the Ninth)          | Peter Werner        | Breen Frazier                                    | 2006. november 17. 2008. június 20.   | 10,13 millió |
| 32.  | 10. | Szellem a pályán (Giving Up the Ghost)            | Peter O'Fallon      | Jim Kouf                                         | 2006. november 24. 2008. június 23.   | 10,57 millió |
| 33.  | 11. | Macskakarom (Cat's Claw)                          | Victoria Hochberg   | Jim Kouf                                         | 2006. december 15. 2008. június 24.   | 9,66 millió  |
| 34.  | 12. | Engedj el! (Dead to Rights (aka. Dead Reckoning)) | Peter Werner        | Wendy Mericle                                    | 2007. január 5. 2008. június 25.      | 11,18 millió |
| 35.  | 13. | Déja hú! (Déjà Boo)                               | Gloria Muzio        | Lois Johnson                                     | 2007. január 12. 2008. június 26.     | 10,44 millió |
| 36.  | 14. | Az éjféli kör (Speed Demon)                       | James Frawley       | Alan Di Fiore                                    | 2007. február 2. 2008. június 27.     | 10,66 millió |
| 37.  | 15. | A pom-pom lány szelleme (Mean Ghost)              | Ian Sander          | Jeannine Renshaw                                 | 2007. február 9. 2008. június 30.     | 11,16 millió |
| 38.  | 16. | Ring a bölcső (The Cradle Will Rock)              | James Chressanthis  | Jed Seidel                                       | 2007. február 16. 2008. július 1.     | 1,35 millió  |
| 39.  | 17. | A holtak elindultak (The Walk-In)                 | Eric Laneuville     | Breen Frazier                                    | 2007. február 23. 2008. július 2.     | 9,54 millió  |
| 40.  | 18. | A kísértetek gyermeke (Children of Ghosts)        | Frederick E.O. Toye | Teddy Tenenbaum                                  | 2007. március 30. 2008. július 3.     | 9,36 millió  |
| 41.  | 19. | Delia első szelleme (Delia's First Ghost)         | Kim Moses           | Jeannine Renshaw                                 | 2007. április 6. 2008. július 4.      | 9,66 millió  |
| 42.  | 20. | A gyűjtő (The Collector (Part 1))                 | Ian Sander          | Történet: Melissa Jo Peltier Tévéjáték: Jim Kouf | 2007. április 27. 2008. július 7.     | 9,20 millió  |
| 43.  | 21. | A próféta (The Prophet (Part 2))                  | John Gray           | John Gray                                        | 2007. május 4. 2008. július 8.        | 9,25 millió  |
| 44.  | 22. | A gyülekezés (The Gathering (Part 3))             | John Gray           | John Gray                                        | 2007. május 11. 2008. július 9.       | 9,15 millió  |

## Harmadik évad (2007-2008)
| Sor. | Év. | Cím                                                             | Rendező             | Író                                | Premier                                | Nézettség   |
| ---- | --- | --------------------------------------------------------------- | ------------------- | ---------------------------------- | -------------------------------------- | ----------- |
| 45.  | 1.  | A föld mélyén (The Underneath)                                  | John Gray           | John Gray                          | 2007. szeptember 28. 2009. március 18. | 8,72 millió |
| 46.  | 2.  | Szellem a tükörből (Don't Try This at Home)                     | Ian Sander          | Teddy Tenenbaum és Laurie McCarthy | 2007. október 5. 2009. március 25.     | 8,91 millió |
| 47.  | 3.  | Üldözött hős (Haunted Hero)                                     | Eric Laneuville     | Breen Frazier és Karl Schaefer     | 2007. október 12. 2009. április 1.     | 8,90 millió |
| 48.  | 4.  | Nincs menedék (No Safe Place)                                   | Peter O'Fallon      | Jeannine Renshaw                   | 2007. október 19. 2009. április 8.     | 8,95 millió |
| 49.  | 5.  | Eltemetett múlt (Weight of What Was)                            | Gloria Muzio        | P.K. Simonds                       | 2007. október 26. 2009. április 15.    | 9,99 millió |
| 50.  | 6.  | Kettős exponálás (Double Exposure)                              | Eric Laneuville     | Laurie McCarthy                    | 2007. november 2. 2009. április 22.    | 9,18 millió |
| 51.  | 7.  | A boldogtalan médium (Unhappy Medium)                           | Frederick E.O. Toye | Breen Frazier                      | 2007. november 9. 2009. április 29.    | 9,85 millió |
| 52.  | 8.  | Rossz vér (Bad Blood)                                           | Peter Werner        | Teddy Tenenbaum                    | 2007. november 16. 2009. május 6.      | 9,56 millió |
| 53.  | 9.  | Minden szellem Grandview-ba tart (All Ghosts Lead to Grandview) | Frederick E.O. Toye | P.K. Simonds és Laurie McCarthy    | 2007. november 23. 2009. május 13.     | 9,98 millió |
| 54.  | 10. | A karácsony szelleme (Holiday Spirit)                           | Steven Robman       | Jeannine Renshaw                   | 2007. december 14. 2009. május 20.     | 9,80 millió |
| 55.  | 11. | Zsákolj, ha tudsz (Slam (a.k.a. Slambook))                      | Mark Rosman         | Karl Schaefer és Daniel Sinclair   | 2008. január 11. 2009. május 27.       | 9,86 millió |
| 56.  | 12. | Tudásomhoz mérten megteszek mindent! (First Do No Harm)         | Ian Sander          | John Gray                          | 2008. január 18. 2009. június 3.       | 9,91 millió |
| 57.  | 13. | A fantomlakó (Home But Not Alone)                               | Eric Laneuville     | P.K. Simonds és Laurie McCarthy    | 2008. április 4. 2009. június 10.      | 9,06 millió |
| 58.  | 14. | A sírőrző (The Grave Sitter)                                    | Frederick E.O. Toye | John Gray                          | 2008. április 11. 2009. június 17.     | 8,55 millió |
| 59.  | 15. | Horror Show (Horror Show)                                       | Ian Sander          | Jeannine Renshaw                   | 2008. április 25. 2009. június 24.     | 8,98 millió |
| 60.  | 16. | Csapnivaló apák (Deadbeat Dads)                                 | Gloria Muzio        | Mark B. Perry                      | 2008. május 2. 2009. július 1.         | 9,21 millió |
| 61.  | 17. | Béklyóban (Stranglehold (Part 1))                               | Eric Laneuville     | Laurie McCarthy és P.K. Simonds    | 2008. május 9. 2009. július 8.         | 8,78 millió |
| 62.  | 18. | A családapa (Pater Familias (Part 2))                           | John Gray           | John Gray                          | 2008. május 16. 2009. július 15.       | 8,44 millió |

## Negyedik évad (2008-2009)
| Sor. | Év. | Cím                                                                | Rendező              | Író                                  | Premier                                | Nézettség    |
| ---- | --- | ------------------------------------------------------------------ | -------------------- | ------------------------------------ | -------------------------------------- | ------------ |
| 63.  | 1.  | A tűzgyújtó (Firestarter)                                          | Eric Laneuville      | P.K. Simonds                         | 2008. október 3. 2009. július 22.      | 9,44 millió  |
| 64.  | 2.  | Hidegrángás (Big Chills)                                           | Peter Werner         | Laurie McCarthy                      | 2008. október 10. 2009. július 29.     | 9,69 millió  |
| 65.  | 3.  | Szellem gépezetben (Ghost in the Machine)                          | Steven Robman        | Jeannine Renshaw                     | 2008. október 17. 2009. augusztus 5.   | 8,97 millió  |
| 66.  | 4.  | S.O.S. (Save Our Souls)                                            | Gloria Muzio         | Mark B. Perry                        | 2008. október 24. 2009. szeptember 25. | 10,14 millió |
| 67.  | 5.  | Vérvonal (Bloodline)                                               | Ian Sander           | Melissa Blake és Joy Blake           | 2008. október 31. 2009. október 2.     | 9,40 millió  |
| 68.  | 6.  | Képzeletbeli barátok és ellenségek (Imaginary Friends and Enemies) | Eric Laneuville      | Vivian Lee                           | 2008. november 7. 2009. október 9.     | 11,06 millió |
| 69.  | 7.  | Küszöb (Threshold)                                                 | John Gray            | John Gray                            | 2008. november 14. 2009. október 16.   | 11,57 millió |
| 70.  | 8.  | Szív és lélek (Heart és Soul)                                      | Ian Sander           | Mark B. Perry és P.K. Simonds        | 2008. november 21. 2010. március 10.   | 11,28 millió |
| 71.  | 9.  | Darabkák az életedből (Pieces of You)                              | Jim Chressanthis     | Laurie McCarthy                      | 2008. december 5. 2010. március 17.    | 9,71 millió  |
| 72.  | 10. | Láncra verve (Ball és Chain)                                       | Eric Laneuville      | Christina M. Kim és Jeannine Renshaw | 2008. december 19. 2010. március 24.   | 10,18 millió |
| 73.  | 11. | Vészhívás (Life on the Line)                                       | Eric Laneuville      | Christina M. Kim és Jeannine Renshaw | 2009. január 9. 2010. március 31.      | 10,64 millió |
| 74.  | 12. | Rémálom-utazás (This Joint's Haunted)                              | Mark Rosman          | Mark B. Perry                        | 2009. január 16. 2010. április 7.      | 10,58 millió |
| 75.  | 13. | A tó mélyén (Body of Water)                                        | Jennifer Love Hewitt | P.K. Simonds és Laurie McCarthy      | 2009. január 23. 2010. április 14.     | 11,18 millió |
| 76.  | 14. | Lassú légzés (Slow Burn)                                           | Steven Robman        | Jeannine Renshaw                     | 2009. február 6. 2010. április 21.     | 11,41 millió |
| 77.  | 15. | Görög tragédia (Greek Tragedy)                                     | Karen Gaviola        | Christina M. Kim                     | 2009. február 13. 2010. április 28.    | 10,30 millió |
| 78.  | 16. | A szellemvadász (Ghost Busted)                                     | John Behring         | Mark B. Perry és P.K. Simonds        | 2009. február 27. 2010. május 5.       | 11,54 millió |
| 79.  | 17. | Sokkterápia (Delusions of Grandview)                               | Jefery Levy          | Laurie McCarthy és Mark B. Perry     | 2009. március 6. 2010. május 12.       | 11,09 millió |
| 80.  | 18. | Vakhit (Leap of Faith)                                             | Ian Sander           | P.K. Simonds és Laurie McCarthy      | 2009. március 13. 2010. május 19.      | 10,58 millió |
| 81.  | 19. | Halálfélelem (Thrilled to Death)                                   | Gloria Muzio         | Laurie McCarthy és Jeannine Renshaw  | 2009. április 10. 2010. szeptember 15. | 10,08 millió |
| 82.  | 20. | Lámpaláz (Stage Fright)                                            | Eric Laneuville      | Mark B. Perry                        | 2009. április 24. 2010. szeptember 22. | 9,23 millió  |
| 83.  | 21. | Megátkozva (Cursed)                                                | Kim Moses            | Laurie McCarthy                      | 2009. május 1. 2010. szeptember 29.    | 9,79 millió  |
| 84.  | 22. | Végtelen szerelem (Endless Love)                                   | Ian Sander           | P.K. Simonds                         | 2009. május 8. 2010. október 6.        | 9,50 millió  |
| 85.  | 23. | Változások könyve (The Book of Changes)                            | John Gray            | John Gray                            | 2009. május 15. 2010. október 13.      | 9,15 millió  |

## Ötödik évad (2009-2010)
| Sor. | Év. | Cím                                                      | Rendező              | Író                                   | Premier                                | Nézettség   |
| ---- | --- | -------------------------------------------------------- | -------------------- | ------------------------------------- | -------------------------------------- | ----------- |
| 86.  | 1.  | Születésnapi ajándék (Birthday Presence)                 | Jennifer Love Hewitt | P.K. Simonds és Laurie McCarthy       | 2009. szeptember 25. 2010. október 20. | 8,76 millió |
| 87.  | 2.  | A hólabda (See No Evil)                                  | Eric Laneuville      | Jeannine Renshaw                      | 2009. október 2. 2010. október 27.     | 7,62 millió |
| 88.  | 3.  | Míg a halál össze nem köt (Till Death Do Us Start)       | Gloria Muzio         | Mark B. Perry                         | 2009. október 9. 2010. november 3.     | 8,78 millió |
| 89.  | 4.  | Újra és újra (Do Over)                                   | John Gray            | John Gray                             | 2009. október 16. 2010. november 10.   | 8,05 millió |
| 90.  | 5.  | Jogos riadalom (Cause for Alarm)                         | Ian Sander           | Melissa Blake és Joy Blake            | 2009. október 23. 2010. november 17.   | 8,59 millió |
| 91.  | 6.  | Fejvesztve (Head Over Heels)                             | Steven Robman        | Laurie McCarthy és Stephanie SenGupta | 2009. október 30. 2010. november 24.   | 8,29 millió |
| 92.  | 7.  | Alku az ördöggel (Devil's Bargain)                       | James Chressanthis   | P.K. Simonds és Mark B. Perry         | 2009. november 6. 2010. december 1.    | 7,99 millió |
| 93.  | 8.  | Halálos versenyszellem (Dead Listing)                    | Peter Werner         | Laurie McCarthy és Mark B. Perry      | 2009. november 13. 2010. december 8.   | 8,06 millió |
| 94.  | 9.  | Elveszve az árnyékban (Lost in the Shadows)              | Kim Moses            | P.K. Simonds és Laurie McCarthy       | 2009. november 20. 2011. augusztus 31. | 8,42 millió |
| 95.  | 10. | Túlerő (Excessive Forces)                                | Kenny Leon           | Stephanie SenGupta                    | 2009. december 4. 2011. szeptember 7.  | 8,18 millió |
| 96.  | 11. | Haláli levegő (Dead Ai)                                  | Gloria Muzio         | Laurie McCarthy és Marc B. Perry      | 2010. január 8. 2011. szeptember 14.   | 9,00 millió |
| 97.  | 12. | Áldások álruhában (Blessings in Disguise)                | Jan Eliasberg        | Jeannine Renshaw és Ben Chaney        | 2010. január 15. 2011. szeptember 21.  | 8,61 millió |
| 98.  | 13. | Élő rémálom (Living Nightmare)                           | Ian Sander           | P.K. Simonds                          | 2010. január 29. 2011. szeptember 28.  | 8,61 millió |
| 99.  | 14. | Halott számomra (Dead to Me)                             | Ralph Hemecker       | Pam Norris                            | 2010. február 5. 2011. október 5.      | 8,73 millió |
| 100. | 15. | Betódulás (Implosion)                                    | Jennifer Love Hewitt | John Gray                             | 2010. március 5. 2011. október 12.     | 7,35 millió |
| 101. | 16. | Régi bűnök távoli árnyakkal (Old Sins Cast Long Shadows) | Jefery Levy          | Mark B. Perry                         | 2010. március 12. 2011. október 19.    | 7,22 millió |
| 102. | 17. | A vékony jegen (On Thin Ice)                             | Ian Sander           | Melissa Blake és Joy Blake            | 2010. április 2. 2011. október 26.     | 5,96 millió |
| 103. | 18. | Holt szem (Dead Eye)                                     | John Behring         | P.K. Simonds és Laurie McCarthy       | 2010. április 9. 2011. november 2.     | 3,55 millió |
| 104. | 19. | Halálos kombináció (Lethal Combination)                  | Kim Moses            | Stephanie SenGupta és Steve Gottfried | 2010. április 30. 2011. november 9.    | 6,57 millió |
| 105. | 20. | Véres pénz (Blood Money)                                 | Eric Laneuville      | P.K. Simonds és Laurie McCarthy       | 2010. május 7. 2011. november 16.      | 6,46 millió |
| 106. | 21. | A halott csengő (Dead Ringer)                            | Ian Sander           | Mark B. Perry és Stephanie SenGupta   | 2010. május 14. 2011. november 23.     | 6,48 millió |
| 107. | 22. | Gyerekfölvonulás (The Children's Parade)                 | John Gray            | John Gray                             | 2010. május 21. 2011. november 30.     | 6,83 millió |